# تخلیه اقیانوس‌ها
تخلیه اقیانوس‌ها یک مجموعه مستند تلویزیونی بریتانیایی است که در ۲۸ مه ۲۰۱۸ توسط شبکه نشنال جئوگرافیک پخش شد. این مستند در ۲۵ قسمت به میزبانی کریگ سشلر با استفاده از داده‌های علمی و تصاویر شبیه‌سازی شده دیجیتالی، به کاوش در کشتی‌های غرق شده، گنجینه‌ها و شهرهای فرورفته در اعماق دریاچه‌ها، دریاها و اقیانوس‌های سرتاسر جهان می‌پردازد.